# Джиоев, Тамерлан Вячеславович
Тамерлан Вячеславович Джиоев (род. 10 августа 1977, Орджоникидзе) — российский футболист, полузащитник.

## Биография
Воспитанник владикавказской ДЮСШ «Юность». На взрослом уровне начал выступать в 1994 году в родном городе в соревнованиях КФК за клуб «Альмарк», а с 1995 года — во второй лиге за «Автодор».
В ходе сезона 1996 года перешёл в ведущий клуб республики — «Аланию», однако в чемпионате страны выступал только за дубль. В Кубке России сыграл за клуб один матч — 15 апреля 1998 года в четвертьфинале против «Рубина» вышел на замену в перерыве вместо Аудрюса Шлякиса.
Позднее играл за клубы второго дивизиона России — «Иристон» (Владикавказ), «Северсталь» (Череповец), «Смена» (Комсомольск-на-Амуре). В 2001 году возвращался в «Аланию», но выступал только за дубль (15 матчей и 2 гола в первенстве дублёров).
Осенью 2002 года выступал за казахстанский клуб «Женис», сыграл 5 неполных матчей в высшем дивизионе Казахстана. Дебютный матч провёл 9 сентября 2002 года против «Тобола», заменив на 84-й минуте Горана Драгичевича.
В 2003 году завершил игровую карьеру. По состоянию на 2018 год работал тренером-преподавателем по футболу во владикавказской ДЮСШ «Барс».